# 維多莉亞的秘密
《維多莉亞的秘密》是一部2013年的挪威古裝劇情片，由杜倫·蓮恩導演，比爾·史柯斯嘉、雅各布·奧特布羅和艾本·愛克莉主演。影片改編自克努特·漢森發表於1898年的同名小說，講述貴族女子維多莉亞與磨坊主兒子喬漢納之間的一段浪漫壓抑的古典戀情，電影於2013年3月1日在挪威上映。飾演維多莉亞父親的挪威演員佛瑞喬夫·薩英獲阿曼達獎最佳男配角。

## 劇情概述
維多莉亞是貴族之家的千金小姐，她即將與一名年輕富有的軍官奧圖結婚，但她深愛的卻是磨坊主的兒子喬漢納。由於地位貧富懸殊，她不可能與喬漢納在一起。加上同情家道中落的父親，維多莉亞唯有和奧圖成婚才能挽救家庭的經濟危機。

## 主要角色
- 艾本·愛克莉 飾 維多莉亞
- 雅各布·奧特布羅 飾 喬漢納
- 比爾·史柯斯嘉 飾 奧圖
- 佛瑞喬夫·薩英（英语：Fridtjov Såheim） 飾 維多莉亞之父

## 外部連結
- 互联网电影数据库（IMDb）上《維多莉亞的秘密》的资料（英文）
- Filmweb上《維多莉亞的秘密 （页面存档备份，存于）》的資料 （挪威文）
- 開眼電影網上《維多莉亞的秘密》的資料（繁體中文）
- Yahoo奇摩電影上《維多莉亞的秘密》的資料（繁體中文）
- 天馬行空官網上《維多莉亞的秘密 （页面存档备份，存于）》的頁面 （繁體中文）